# Cipro (provincia romana)
Cipro era una provincia romana che, al pari di Sicilia, Sardegna e Corsica e Britannia comprendeva come estensione un territorio solo insulare.

## Statuto
Augusto nel 22 a.C. creò la provincia senatoria di Cipro che, dopo la riforma di Diocleziano, entrò a far parte della diocesi d'oriente. La capitale fu prima Pafo, poi, quando la città fu distrutta da un terremoto sotto il regno di Costantino I, Costanza, la città di Salamina rifondata con un nuovo nome.

## Storia
Cipro fu occupata prima dai Greci, poi dai Fenici, dai Persiani e, dopo la conquista di Alessandro Magno, dall'Egitto.

### Conquista romana
L'isola fu invasa dal pro questore pro pretore Marco Porcio Catone nel 58 a.C., dopo esser stata sottratta all'Egitto. All'epoca era unita alla provincia romana di Cilicia, finché attorno al 37 a.C. Marco Antonio non la cedette a Cleopatra. Dopo la sconfitta di Antonio e Cleopatra nella battaglia di Azio (31 a.C.) e la vittoria di Augusto, Cipro tornò sotto controllo romano. Nel 22 a.C. Augusto fece di essa una provincia senatoria autonoma.
Nel 115-116 scoppiò una rivolta di Ebrei, guidata da Artemio, a sfondo messianico che fu repressa sanguinosamente (circa 240.000 morti). In seguito fu proibito ad ogni ebreo di mettere piede sull'isola. Una seconda rivolta scoppiò nel 333-334, quando Calogero, magister pecoris camelorum, si proclamò imperatore. Costantino inviò un esercito sotto il comando di Flavio Dalmazio, che sedò la rivolta ed uccise Calogero.

## Cristianesimo
L'apostolo Paolo giunse a Cipro durante il suo primo viaggio e convertì molti abitanti. In seguito, dopo il Concilio di Efeso del 431, Cipro divenne una chiesa autocefala indipendente dal Patriarcato di Antiochia.